# سياسة عصبية
يبحث مجال السياسة العصبية في دراسة العلاقة بين المخ والسياسة؛ حيث يجمع بين أعمال من مجموعة مختلفة من المجالات العلمية بما في ذلك العلوم العصبية، والعلوم السياسية، وعلم النفس، وعلم الوراثة السلوكي، وعلم دراسة الرئيسات، وعلم الأجناس البشرية. وفي كثير من الأحيان، تقوم الأبحاث القائمة على السياسات العصبية باستعارة بعض الأساليب من علم الأعصاب الإدراكي لبحث المسائل الكلاسيكية من منظور العلوم السياسية كدراسة كيف يتخذ الأشخاص قراراتهم السياسية، وكيف يشكّلون مواقف سياسية، وكيف يقيّمون المرشحين السياسيين، وكيف يتفاعلون في الائتلافات السياسية. ومع ذلك، يوجد جانب آخر من الأبحاث اختص بدراسة الدور الذي أسهمت من خلاله المنافسة السياسية المتطورة في تطور الدماغ في البشر وفي الأنواع الأخرى. وكثيرًا ما يتداخل البحث في مجال السياسات العصبية مع العمل في مجال السياسات الجينية، والفسيولوجيا السياسية، والاقتصاديات العصبية، وانعكاسات علوم الدماغ على القانون.

## معلومات تاريخية
وضع الفلاسفة أمثال أفلاطون وجون لوك منذ فترة طويلة نظرية تتناول طبيعة الفكر البشري واستخدموا هذه النظريات كأساس تقوم عليه فلسفة السياسة الخاصة بهم. وطبقًا لوجهة نظر لوك، دخل البشر إلى هذا العالم بعقل كالصفحة البيضاء ثم قاموا بتشكيل أنظمة الحكم بناءً على الضروريات التي تفرضها الحالة الأصلية. وعلى الرغم من أن لوك تلقى تدريبًا في مجال الطب، غير أنه أصبح متشككًا حول قيمة الدراسات التشريحية للمخ وخلص إلى أنه لا توجد أفكار مفيدة حول القدرات العقلية يمكن تطويرها بالدراسة.
أجرى روجر سبيري وزملاؤه أول تجربة عن السياسات العصبية والتي نشرت في عام 1979 على المرضى المصابين بحالة انفصال الدماغ والذين يعانون من قطع في الجسم النفثي، وبالتالي يصبح لديهم نصفا كرة دماغ فضلًا عن ضعف شديد في الاتصال. وفي إطار هذه التجربة، أظهر الباحثون صورًا لشخصيات سياسية أمام كل عين من عينيّ المريض (وبطبيعة الحال أمام كل نصف كرة دماغ مستقل) كل على حدة وطلبوا منهم إعطاء تقييم إما «برفع الإبهام لأعلى للإشارة إلى الموافقة» أو «خفضه لأسفل للإشارة إلى الرفض». وقد تبين أن كلا نصفي كرة المخ قادر على تقديم موقف سياسي حول الشخصيات الذين يقومون بمطالعة صورهم. فعلى سبيل المثال حصل، أدولف هتلر وفيدل كاسترو على إشارة رفض، في حين حصل وينستون تشرشل على إشارة موافقة، كما حصل ريتشارد نيكسون على إشارة محايدة (علمًا بأن التجارب قد أجريت قبل الكشف الكامل عن تفاصيل فضيحة ووترغيت.) ومن المثير للاهتمام، أن كل نصف من نصفي كرة الدماغ حاول توصيل مفاتيح هوية الأفراد الذين يطالعون صورهم إلى نصف الكرة الآخر. وقد أظهرت هذه الدراسة أن النُهج العصبية يمكنها أن توصّل للباحثين معلومات حول المواقف السياسية.
وفي أول كتاب له بعنوان سياسات الشامبانزي (Chimpanzee Politics) الذي أصدره عام 1982،  أشار الكاتب فرانس دي وال أن أدمغة شعبة الرئيسيات غير البشرية مثل الشامبانزيات تمكنّها من الانخراط في المعالجة الإستراتيجية مع الآخرين. فسهّل «الذكاء الميكيافيلي» هذا عملية تكوين تحالفات وديناميكيات سياسية مع العديد من النظائر إلى السياسات البشرية. ومؤخرًا في أحد الأعمال التي أجراها روبن دنبار، أشار إلى وجود علاقة بين حجم القشرة الجديدة في أحد الحيوانات وبين حجم المجموعة الاجتماعية التي يمكن إدارتها بنجاح. بينما تناول عمل سياسات أرسطو المقارنة بين القدرات العقلية في الإنسان وبين الحيوانات الأخرى في محاولة لإرساء أساس يمكن من خلاله فهم السياسات البشرية، وقد ساعد العمل المنهجي الذي انتهجه كل من دي وال ودنبار على الإتيان بأساليب قوية تسهم في إلقاء الضوء على العلاقة بين المخ وبين السياسات، حتى بين الأنواع بعيدة الصلة.

## تصوير الأعصاب
أسهمت عملية التصوير بالرنين المغناطيسي الوظيفي في توفير مجموعة جديدة من الأدوات لمجال العلوم العصبية والتي يمكن استخدامها في بحث المسائل التي كان من الصعب، بل من المستحيل معالجتها في السابق. ولقد تناولت أولى الدراسات التي أجريت في مجال السياسات العصبية باستخدام التصوير بالرنين المغناطيسي الوظيفي البحث في الاختلافات في الأنشطة الدماغية بين الأشخاص الذين كانوا على اطلاع بالسياسات الوطنية وبين أولئك الذين لم يكونوا على دراية بها، وذلك أثناء إجابتهم على الأسئلة السياسية. وبعد الانتهاء من أسلوب العمل الذي انتهجه فيليب كونفيرس وجون زالر، تبين أن الأشخاص الذين على دراية بأمور السياسة لديهم أنشطة عالية المستوى في شبكة الوضع الافتراضي من المخ، في حين يتقلص هذا النشاط في نفس المنطقة من المخ بالنسبة لغير المطالعين جيدًا لأمور السياسة. وأكدت دراسة لاحقة أجراها درو وستين وزملاؤه على ارتفاع مستوى نشاط شبكة الوضع الافتراضي بالنسبة للمحنكين سياسيًا وأشارت كذلك إلى وجود اختلافات بين الجمهوريين والديمقراطيين من حيث طريقة تفكيرهم بالقضايا السياسية ثم توسع ويستن في النتائج التي توصل إليها وانعكاساتها على الحملات الانتخابية في كتابه المخ السياسي (The Political Brain).
كذلك، قام ديفيد أميدو وزملاؤه  بقياس القدرة ذات الصلة بالأحداث (ERP) على مجموعة من المشاركين الليبراليين والمحافظين أثناء قيامهم بإجراء مهمة النجاح/الفشل وتوصلوا إلى أن مستوى الليبرالية الأكبر مرتبط بالنشاط الحزامي الأمامي المتصل بالصراعات الأعنف. وفي عام 2011، توصلت مجموعة ريوتا كانالي بـ كلية لندن الجامعية إلى وجود اختلافات في حجم مناطق معينة بالمخ تتوافق مع ما إذا كان المشاركون ليبراليين أكثر أم محافظين أكثر.

## السياسات في أنواع أخرى
على الرغم من المخاطر التي تنضوي تحت عملية إعطاء الحيوانات غير البشرية سلوكيات البشر، قام الباحثون بدراسة السياسات الخاصة بعدد من الأنواع الاجتماعية. إلى جانب العمل الذي أجراه دي والز على حيوانات الشمبانزي، قام العلماء كذلك بدراسة ديناميكيات الائتلافات في حيوانات الضبع، والدخس، والفيل، وغيرها من الحيوانات. ففي حيوان الضبع المرقط، على سبيل المثال، تتسم التفاعلات الاجتماعية بمجتمع الانقسام والاندماج حيث يمكن لمجموعات الضباع أن تتشكل وتنحل على أساس منتظم. ويبدو أن التعقيد الأكبر للديناميكيات السياسية بين حيوانات الضباع المرقطة يتمثل في ضرورة وجود قشرة جديدة أكبر من تلك الموجودة في الأنواع ذات الصلة ذات التركيبات الاجتماعية الأبسط. وقد تبين قدرة الدلافين على إظهار تحالفات سياسية متعددة المستويات ومتغيرة؛ تلك التحالفات التي تظهر لوضع متطلبات كبيرة على إدراكها الاجتماعي. أما بالنسبة للفيلة، فتظهر ديناميكيات تحالفية مختلفة بمستويات مختلفة من تنظيمهم المجتمعي. ومن خلال دراسة العلاقات بين التشريح العصبي والقدرات العقلية والديناميكيات السياسية في الأنواع الأخرى يمكن أن نفهم السياسات التي ينتهجها البشر والدور الذي تلعبه أدمغتنا في سياساتنا التي نمارسها.